# Lee Byrne
Lee Martin Byrne (Bridgend, 1º giugno 1980) è un rugbista a 15 gallese che gioca come estremo.
Ha indossato in un'occasione la maglia dei British and Irish Lions.